# ヴェズルフェルニル

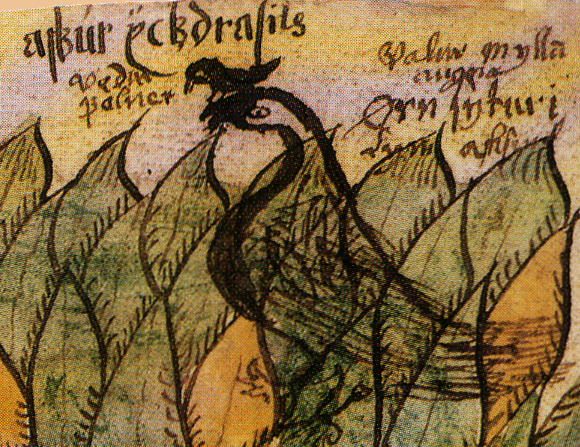
鷲（名称不明）の頭の上に乗るヴェズルフェルニル。『AM 738 4to』より。

ヴェズルフェルニル（古ノルド語：Veðrfölnir, Vedfolnir）とは、北欧神話に登場する鷹である。その名は「風を打ち消すもの」を意味する。
『ギュルヴィたぶらかし』によると、トネリコ（ユグドラシルのこととされる）の枝に留まる1羽の鷲の眉間に1羽の鷹が留まっており、その鷹の名前がヴェズルフェルニルであるという。ヴェズルフェルニルが留まっている鷲の名は明らかにされていないが、フレースヴェルグと同一視されることもある。
ヴェズルフェルニル (Veðrfölnir) という名前は、17世紀の写本『AM 738 4to』の挿絵にも見られる。